# Mona (Utah)
Mona es una ciudad del condado de Juab, estado de Utah, Estados Unidos. Según el censo de 2000 la localidad tenía 850 habitantes.
Se encuentra a medio camino entre Santaquin y Nephi, aproximadamente a 1,6 km al oeste de la autopista interestatal 15.
La localidad tenía originalmente el nombre de Clover Creek en 1852, fue renombrada a Willow Creek, más tarde aStarr, después recibió el nombre actual. El cantante de folk Burl Ives fue arrestado en una ocasión en Mona por cantar Foggy Foggy Dew, porque la canción fue considerada indecente por las autoridades.

## Geografía
Mona se encuentra en las coordenadas 39°48′55″N 111°51′23″O / 39.81528, -111.85639.
Según la oficina del censo de Estados Unidos, la localidad tiene una superficie total de 3,7 km². De los cuales 3,6 km² son tierra y 0,1 km² (2.82%) están cubiertos de agua.
- Datos: Q483698
- Multimedia: Mona, Utah / Q483698

1. ↑  Zip Data Maps, código ZIP n.º 84645.